# Take-Two Interactive
Take-Two Interactive Software, Inc. (Take 2) je americká společnost, která vyvíjí, vydává a distribuuje počítačové hry a videohry. Vlastní společnosti 2K Games, Firaxis a Rockstar Games. Sídlo má v New Yorku, mezinárodní stanoviště ve Windsoru ve Velké Británii. Stojí např. za hrami ze série Grand Theft Auto, závodní sérií Midnight Club, sérii Manhunt, za hrou BioShock nebo Mafia 2.
Vývojářská studia se nacházejí např. v San Diegu, Vancouveru, Torontu, Vídni atd.